# Ministre délégué chargé de la Coordination gouvernementale
En France, le ministre délégué chargé de la Coordination gouvernementale est un membre du gouvernement nommé par le président de la République sur proposition du Premier ministre afin de coordonner l'action des membres du gouvernement.
Ce portefeuille ministériel est créé sous le gouvernement Michel Barnier, le 21 septembre 2024. Il n'est pas reconduit au sein du gouvernement François Bayrou, nommé le 23 décembre 2024.

## Création
La fonction de ministre délégué chargé de la Coordination gouvernementale est créée en 2024, sous la présidence d'Emmanuel Macron, dans le gouvernement dirigé par Michel Barnier. La première (et, à ce jour, unique) titulaire de ce poste est Marie-Claire Carrère-Gée. Le décret relatif aux attributions de la ministre déléguée indique : 

« [La ministre] intervient, par délégation du Premier ministre, dans la préparation et la conduite des politiques et dossiers interministériels. Elle veille à favoriser, en lien avec les ministres concernés, la cohérence de l'ensemble des actions menées par le Gouvernement. »

## Liste des titulaires
| Ministre délégué | Ministre délégué | Ministre délégué         | Intitulé                                                     | Parti politique | Ministre de tutelle | Ministre de tutelle | Intitulé du ministre de tutelle                                        | Gouvernement | Période           | Période          |
| Ministre délégué | Ministre délégué | Ministre délégué         | Intitulé                                                     | Parti politique | Ministre de tutelle | Ministre de tutelle | Intitulé du ministre de tutelle                                        | Gouvernement | Début             | Fin              |
| ---------------- | ---------------- | ------------------------ | ------------------------------------------------------------ | --------------- | ------------------- | ------------------- | ---------------------------------------------------------------------- | ------------ | ----------------- | ---------------- |
|                  |                  | Marie-Claire Carrère-Gée | Ministre déléguée chargée de la Coordination gouvernementale | LR              |                     | Michel Barnier      | Premier ministre, chargé de la Planification écologique et énergétique | Barnier      | 21 septembre 2024 | 23 décembre 2024 |

### Décrets
Décrets relatifs à la composition du gouvernement ou aux attributions du ministre, parus au Journal officiel de la République française (JORF), sur Légifrance :
1. ↑  Décret no 2024-983 du 7 novembre 2024 relatif aux attributions de la ministre déléguée auprès du Premier ministre, chargée de la coordination gouvernementale.
2. ↑  Décret du 21 septembre 2024 relatif à la composition du Gouvernement.

### Autres sources
1. ↑  Nathalie Segaunes, « Ministre déléguée à la coordination gouvernementale, une fonction à inventer pour Marie-Claire Carrère-Gée », Le Monde,‎ 28 septembre 2024 (lire en ligne ).